# Ошенкерн
Ошенкерн (англ. Auchencairn, гэльск. 'Achadh an càirn' или 'Achadh nan carn') — деревня в области Дамфрис-энд-Галловей, Шотландия.

## География
Деревня расположена на побережье Солуэй-Ферт. Через неё проходит дорога A711 между городами Далбитти на востоке и Керкубри на западе.

## История
Люди селились на этих землях со времён мезолита. Первое письменное упоминание Ошенкерна относится ко временам Эдуарда I. В документе 1305 года «Aghencarne» перечисляется среди земель принадлежащих аббатству Дандреннан. В начале XVII века вокруг местной мельницы образовалась деревня, и многие каменные строения, существующие и ныне, датируются этим периодом. С 50-х годов XVIII века залив Ошенкерн стал центром контрабанды в регионе, которой занимались многие местные жители. Эта часть истории отражена в названии местного паба «The old smugglers».

## Транспорт
Единственным видом транспорта являются местные автобусы. Основным направлением их движения является Дамфрис. Автобус ходит редко и маршрут меняется (либо через Далбитти, либо через Кастл Дуглас).

## Клубы
В Ошенкерне много клубов по интересам:
- клуб садоводов.
- клуб игры в кёрлинг.
- клуб игры в боулинг.

и т. д.
Есть здесь и историческое общество, которое на своём сайте собрало много фотографий из жизни Ошенкерна за последние 100 лет и много интересных фактов и случаев.

## Достопримечательности
- На въезде в деревню расположен военный мемориал посвящённый Первой мировой войне. На нём перечислены имена 18 жителей, погибших в этой войне.
- Паб «The Old Smugglers».
- Церковь Ошенкерна. Эта церковь была построена в 1855 году в неоготическом стиле.
- Юбилейная лампа. Установлена в 1897 году.